# Güneş (Tageszeitung)
Güneş (deutsch Sonne) ist eine türkische Boulevardzeitung mit Sitz in Istanbul. Sie unterstützt seit der Übernahme durch die Esmedya-Gruppe des Unternehmers Ethem Sancak offen Staatspräsident Recep Tayyip Erdoğan und die Partei für Gerechtigkeit und Aufschwung (AKP). Das Motto der Zeitung lautet Halkın Cesur Gazetesi (Die mutige Zeitung des Volkes).

## Geschichte
Gegründet wurde Güneş von Ömer Çavuşoğlu und Ahmet Kozanoğlu; die erste Ausgabe erschien am 19. Februar 1982. Später wurde die Zeitung von Asil Nadir aufgekauft. Zum 6. März 1992 wurde das Erscheinen aus wirtschaftlichen Gründen eingestellt.

### Çukurova-Ära (1994–2013)
Am 4. Februar 1997 erschien die Zeitung erneut, nun herausgegeben vom Unternehmer Mehmet Emin Karamehmet und seiner Çukurova Holding. Unter Murat Büyükçelebi, der die Chefredaktion übernahm, bekam das Blatt eine laizistisch-kemalistische Ausrichtung. Zu den prägenden Autoren gehörte der prominente alevitische Autor Riza Zelyut. Nachdem die AKP im Jahr 2002 an die Regierung gekommen war, nahm das Blatt eine oppositionelle Haltung ein.
Als die Çukurova-Gruppe in finanzielle Schwierigkeiten geriet und die Behörden deren Chef Karamehmet Betrug vorwarfen, wurde die Mediensparte im Mai 2013 der staatlichen Treuhandanstalt TMSF übereignet, um so Schulden des Konzerns zu begleichen.

### Sancak-Ära (2013–2017)
Im November 2013 verkaufte die Treuhandanstalt Güneş zusammen mit der Zeitung Akşam und dem Fernsehsender Skyturk 360 für 62 Millionen US-Dollar an den Unternehmer Ethem Sancak, der als Vertrauter von Staatspräsident Erdoğan gilt. Die in Sancaks Besitz befindlichen Medien, zu denen ferner die Zeitung Star und der Sender 24 gehören, wurden unter dem Dach der Türkmedya (ab 2016: Esmedya) zusammengefasst.
Bald darauf, anlässlich der Korruptionsermittlungen im Dezember 2013, kam es zwischen der neuen Unternehmensführung und dem langjährigen Chefredakteur Murat Büyükçelebi zu Spannungen über die Ausrichtung des Blattes. Im März 2014 wurde dieser schließlich abgesetzt. Anlass war die Beerdigung von Berkin Elvan, einem 15-Jährigen, der im Zusammenhang mit den Gezi-Protesten von einem Tränengasgeschoss der Polizei verletzt worden und nach neun Monaten im Koma verstorben war. Die neue Konzernführung fand die Berichterstattung als zu regierungskritisch. Neuer Chefredakteur wurde Murat Kelkitlioğlu, langjähriger Autor der AKP-nahen Tageszeitung Yeni Şafak.
Im Februar 2015 wechselte dieser innerhalb der Esmedya-Gruppe auf den Posten des Chefredakteurs von Akşam, deren Autor Turgay Güler wiederum sein Nachfolger bei Güneş wurde.

### Yeşildağ-Ära (seit 2017)
Der türkische Unternehmer Zeki Yeşildağ, der gute Beziehungen zu Erdogan unterhält kaufte 2017 mehrere Zeitungen, unter anderem Güneş. Der Verkauf der gedruckten Ausgabe wurde am 31. Dezember 2019 eingestellt, obwohl das Blatt noch als Beilage zur Tageszeitung Akşam vertrieben wird. Die Online-Ausgabe wird weiterhin publiziert.

## Trivia
- Am 7. Juni 2013, zum Höhepunkt der Gezi-Proteste, war Güneş – neben Sabah, Zaman, Habertürk, Star, Türkiye und Yeni Şafak – eine von sieben Tageszeitungen, die mit der identischen Schlagzeile, einer Äußerung des damaligen Ministerpräsidenten Erdoğan zu den Protesten, erschien. Kritiker werteten dies als Zeichen einer direkten Einflussnahme der Regierung.[16]

- Nach dem Terroranschlag auf den Istanbuler Club Reina in der Silvesternacht 2016/17 sorgte Chefredakteur Güler für Empörung, weil er per Twitter die USA bezichtigte, für den Anschlag verantwortlich zu sein. Geplant hätten den Anschlag, so Güler, der türkische Schauspieler Mehmet Ali Alabora und die türkisch-amerikanische Journalistin Amberin Zaman, die beide als Kritiker der AKP bekannt sind.[17][18]

- Nach dem Terroranschlag in Manchester am 22. Mai 2017, bei dem ein Attentäter ein Konzert für Kinder und junge Erwachsene als Ziel ausgesucht hatte und 22 Menschen sowie sich selbst tötete, hieß die Günes den Anschlag gut, da der Westen unter anderem Anhänger der Gülen-Bewegung unterstütze.[19]